# Gudea

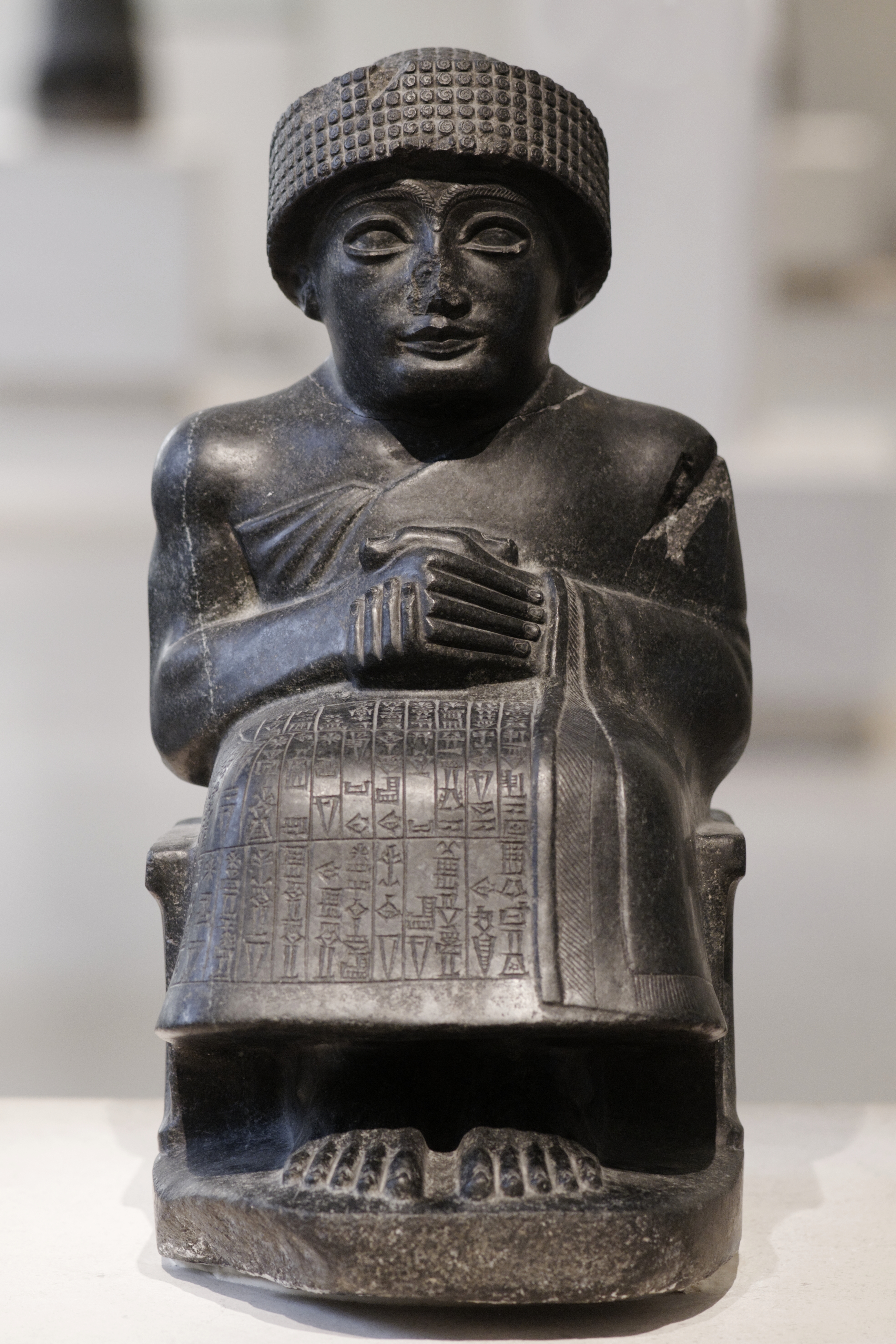
Staty av Gudea från Girsu, 2100-talet f.Kr., vilken numera finns i Louvren.

Gudea var en sumerisk furste, énsi, över stadsstaten Lagash i Sumer. Enligt en kronologi var han samtida med och underställd Ur-Nammu, grundaren av den s.k. tredje dynastin av Ur (2112-2004 f.Kr.).
Gudea framställs i text och bild huvudsakligen som en from prästkung, men han uppges även ha fört en aggressiv utrikespolitik mot andra stadsstater och landet Elam. Mesopotamien återupptog under hans tid handelskontakterna över Persiska viken, vilka legat nere sedan Guti-invasionen av Sumer. Gudeas s.k. cylinderinskrifter omtalar förutom handelsaktiviteter och krigföring även och framför allt byggverksamhet främst till den lokale guden Ningirsus ära.
Gudea, vars namn betyder "den kallade", har blivit känd även genom sina stenstatyer. De föreställer härskaren sittande eller stående och är försedda med inskriptioner på sin tids och områdes huvudspråk sumeriska. Statyerna räknas till de finaste exemplen på sumerisk konst. De flesta av dessa finns numera i Louvren i Paris.
Av den sumerisk-akkadiska eftervärlden betraktades Gudea som den idealiske härskaren.